# Malebogo Molefhe
Malebogo Molefhe   (1980) és una ex-jugadora de bàsquet de Botswana que, posteriorment, es va convertir en una activista contra la violència masclista després de rebre vuit impactes de bala. El 2017 va rebre el Premi Internacional Dona Coratge.

## Biografia
Molefhe va néixer cap al 1980; dedicà la seva vida professional, inicialment, al bàsquet; arribant a representar el seu país a nivell internacional. El 2009 la seva parella sentimental li va disparar amb una arma de foc. Molefhe es va recuperar, però des d'aleshores es va veure obligada a anar en cadira de rodes com a conseqüència d'una lesió espinal.
Des d'aquell moment, Malebogo es va convertir en la veu de les supervivents de la violència masclista i de l'abús domèstic en una ràdio del seu país. També ha organitzat tallers i facilita cursos tant per al govern com per a organitzacions no governamentals de Botswana. Moleghe considera que hi ha aspectes culturals que impedeixen que l'abús domèstic sigui eliminat del país, i el seu voluntariat se centra en la necessitat de promoure un canvi de percepció.
Malebogo dona lliçons d'autoestima a noies joves, amb l'objectiu que resisteixin l'opressió de gènere i altres tipologies d'abús masclista. Conjuntament amb el Ministeri d'Educació de Botswana, va crear un programa per ajudar els nens a prendre consciència sobre els abusos domèstics. Malebogo també encoratja la pràctica d'esports per a discapacitats i la pràctica d'esports per part de dones en general.
El 29 de març de 2017 va ser reconeguda, per part del Departament d'Estat dels Estats Units, amb el Premi Internacional Dona Coratge.